# RELOADED (EGOIST單曲)
《RELOADED》（日语：リローデッド）是日本音樂組合EGOIST的第6張單曲。2015年11月11日由Sony Music Records發行。

## 解說
《RELOADED》是音樂組合EGOIST自從上一張單曲《Fallen》以來，睽違1年發行的最新單曲。此作收錄所有歌曲都是noitaminA電影動畫第2彈宣傳影片「Project Itoh」中動畫電影三部曲選用的片尾主題曲。
同名標題曲是第1部《虐殺器官》的片尾主題曲，B面歌曲《Ghost of a smile》是第2部《和諧》的片尾主題曲，最後《Door》則是第3部《屍者的帝國》的片尾主題曲。不過，同名標題曲《RELOADED》因為受到電影上映日期延期等諸多原因，才改成以B面的2首歌曲做為中心進行宣傳。
至於販售形式有初回限定盤、通常盤共2種。初回限定盤有收錄歌曲PV的DVD。

## 排名成績
於2015年11月10日的Oricon日榜排名中登上第7名。並在翌日11月11日創下0.6萬張最高銷售紀錄的第3名。最終在11月23日的Oricon週榜排名中創下1.9萬張銷售量的第5名。

## 收錄歌曲
所有歌曲由ryo作詞、作曲、編曲。
1. RELOADED（リローデッド） [5:08]
  - noitaminA電影動畫《虐殺器官》主題歌
2. Ghost of a smile [5:24]
  - noitaminA電影動畫《和諧》主題歌
3. Door [5:34]
  - noitaminA電影動畫《屍者的帝國》主題歌
4. RELOADED -Instrumental-（リローデッド -Instrumental-）
5. Ghost of a smile -Instrumental-
6. Door -Instrumental-

DVD（僅限初回限定盤）
1. RELOADED (Music Video)（リローデッド (Music Video)）
2. Ghost of a smile (Music Video)
3. Door (Music Video)

## 腳註

### 來源
1. ↑  . 官方網站.   [2017-11-13]. （原始内容存档于2017-11-09） （日语）.